# Корч
Корч — гідрологічний заказник місцевого значення. Об'єкт розташований на території Олевського району Житомирської області, ДП «Олевський лісгосп», Сновидовицьке лісництво, кв. 8, 9, 10, 15, 16, 17.
Площа — 687 га, статус отриманий у 2001 році.